# Marshall Jewell

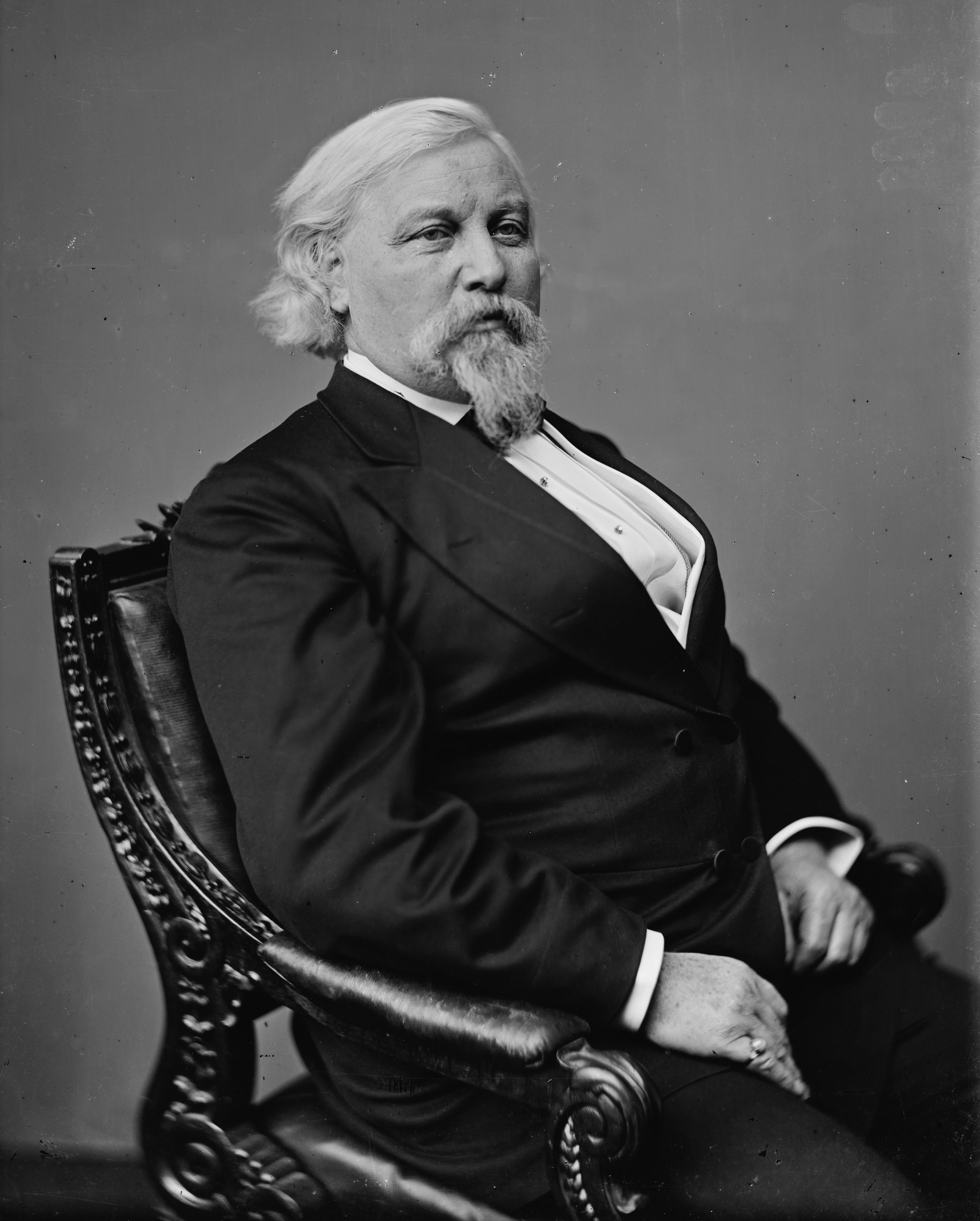
Marshall Jewell

Marshall Jewell (* 20. Oktober 1825 in Winchester, Cheshire County, New Hampshire; † 10. Februar 1883 in New Haven, Connecticut) war ein US-amerikanischer Politiker der Republikanischen Partei und zweimaliger Gouverneur von Connecticut.

## Leben
Nach dem Besuch der öffentlichen Schule ging Jewell bei seinem Vater in die Lehre, um das Gerberhandwerk zu lernen. Später wechselte er in die Telegrafiebranche; in Akron (Ohio) wurde er Vorsteher eines Telegrafenbüros. Aus seiner Ehe mit Esther Dickinson gingen zwei Kinder hervor.

## Politik
Jewell gehörte zu den ersten Mitgliedern der neu gegründeten Republikanischen Partei in Connecticut. 1867 kandidierte er erfolglos für den Senat von Connecticut; auch im folgenden Jahr, als er sich erstmals um das Amt des Gouverneurs für diesen Staat bewarb, musste Jewell eine Niederlage hinnehmen. 1869 setzte er sich dann gegen den demokratischen Amtsinhaber James E. English durch.
Nach einjähriger Amtszeit verlor er die nächste Wahl allerdings wieder gegen seinen Vorgänger. Der Wechsel auf dem Gouverneursposten setzte sich im Jahr 1871 fort, als English zwar die Wahl gewann, ein Untersuchungsausschuss jedoch Manipulationen aufdeckte und den Sieg Jewell zusprach. Dieser gewann dann auch die Wahl 1872, ehe er nach insgesamt drei Amtsperioden nicht mehr kandidierte.
1873 übernahm Marshall Jewell dann eine völlig andere Aufgabe, als ihn US-Präsident Ulysses S. Grant zum US-Gesandten in Russland berief. Nach nur sieben Monaten verließ er Sankt Petersburg allerdings schon wieder. In der Heimat beauftragte ihn Präsident Grant mit dem Amt des Postmaster General (Postminister). Dem Kabinett gehörte er bis 1876 an.
In seiner Partei gehörte Marshall Jewell zu den führenden Persönlichkeiten. So war er 1876 ursprünglich ein Anwärter auf die Nachfolge des scheidenden Präsidenten Grant. Letztlich kandidierte er bei der Republican National Convention als Vizepräsidentschaftsanwärter hinter Rutherford B. Hayes; mit 86 Stimmen landete er jedoch hinter William Almon Wheeler (366) und Frederick T. Frelinghuysen (89) nur auf dem dritten Platz. Hayes und Wheeler gewannen die folgende Wahl und zogen ins Weiße Haus ein.
Jewell blieb allerdings ein wichtiger Mann bei den Republikanern. Von 1880 bis zu seinem Tod 1883 stand er dem Republican National Committee vor.